# Bernardino Realino

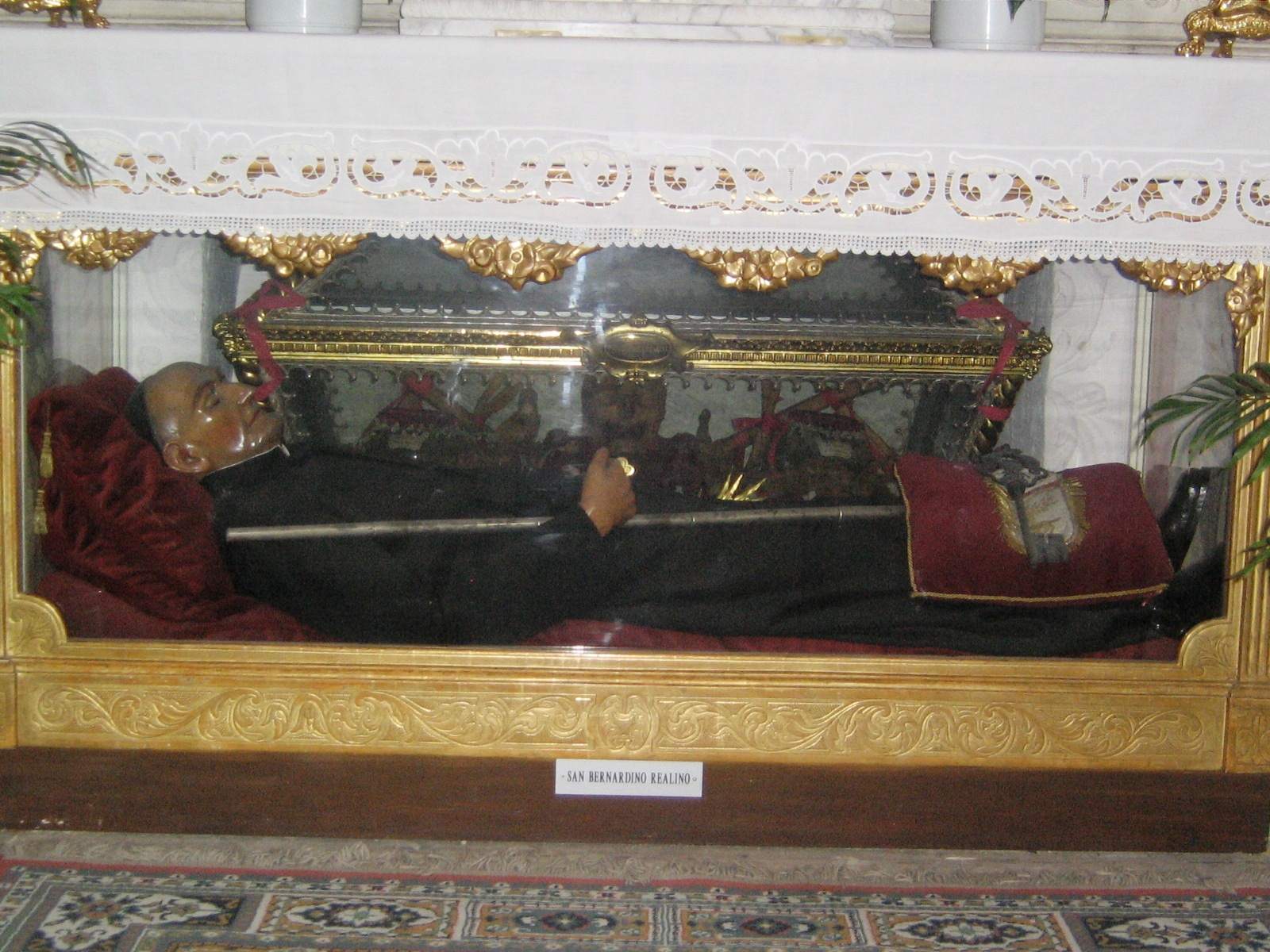
Reliek van Bernardino Realino

Bernardino Realino, (Capri, 1530 – Lecce, 2 juli 1616) was een Italiaans geestelijke en is een heilige van de Katholieke Kerk.
Na een godsdienstige opvoeding ging Realino geneeskunde studeren in Bologna, maar hij stapte over naar de studie van het recht, in welke discipline hij in 1563 promoveerde. Meteen daarop had hij een roeping, die tot hem kwam door een verschijning van Maria. Hierop trad hij toe tot de jezuïeten. Hij was een charismatisch prediker, biechtvader en rector van het jezuïetencollege in Lecce en overste van de communiteit aldaar. Hij had daarnaast een krachtige toewijding aan de armen. Hij was tijdens zijn leven al een legende. Op zijn sterfbed deden de magistraten van Lecce een beroep op hem, om zich als schutspatroon te ontfermen over de stad.
Bernardino Realino werd in 1947 heilig verklaard door paus Pius XII. Zijn feestdag is op 2 juli.

## Bron
- Saint Barnardino Realino

- Bibliothèque nationale de France: cb105104292 (data)
- Gemeinsame Normdatei: 131975005
- International Standard Name Identifier: 0000 0001 1573 8647
- Library of Congress Control Number: no00042501
- Nationale Bibliotheek van Tsjechië: jx20040831007
- Nationale bibliotheek van Australië: 56964037
- Istituto Centrale per il Catalogo Unico: BVEV039646
- Système universitaire de documentation: 079825508
- Trove: 1666723
- Virtual International Authority File: 70077837
- WorldCat: E39PBJrm9q3xPWF8RJMwKmJxDq